# Campionati mondiali di nuoto in vasca corta 2024 - 200 metri misti maschili
La gara dei 200 metri misti maschili dei campionati mondiali di nuoto in vasca corta 2024 si è svolta il 10 dicembre 2024 presso la Duna Aréna di Budapest.

## Podio
| Pos.    | Atleta           | Nazione     |
| ------- | ---------------- | ----------- |
| Oro     | Shaine Casas     | Stati Uniti |
| Argento | Alberto Razzetti | Italia      |
| Bronzo  | Finlay Knox      | Canada      |

## Record
Prima della manifestazione il record del mondo (RM) e il record dei campionati (RC) erano i seguenti.
|  | 1'48"88 | Léon Marchand | 1º novembre 2024 Singapore |
|  | 1'49"63 | Ryan Lochte   | 14 dicembre 2012 Istanbul  |

Durante la competizione è stato migliorato il seguente record:
|  | 1'49"51 | Shaine Casas |

## Programma
| Data             | Ora   | Turno    |
| ---------------- | ----- | -------- |
| 10 dicembre 2024 | 11:01 | Batterie |
| 10 dicembre 2024 | 18:11 | Finale   |

## Risultati

### Batterie
| Pos. | Batteria | Corsia | Atleta                    | Nazionalità             | Tempo       | Note |
| ---- | -------- | ------ | ------------------------- | ----------------------- | ----------- | ---- |
| 1    | 6        | 7      | Shaine Casas              | Stati Uniti             | 1'51"52     | Q    |
| 2    | 6        | 5      | Alberto Razzetti          | Italia                  | 1'52"21     | Q    |
| 3    | 4        | 7      | Finlay Knox               | Canada                  | 1'52"24     | Q    |
| 4    | 4        | 2      | Carson Foster             | Stati Uniti             | 1'52"59     | Q    |
| 5    | 5        | 4      | Daiya Seto                | Giappone                | 1'53"20     | Q    |
| 6    | 4        | 4      | Il'ja Borodin             | NAB                     | 1'53"30     | Q    |
| 7    | 4        | 5      | Berke Saka                | Turchia                 | 1'53"43     | Q    |
| 8    | 5        | 3      | David Schlicht            | Australia               | 1'53"55     | Q    |
| 9    | 4        | 8      | Max Litchfield            | Gran Bretagna           | 1'53"63     | R    |
| 10   | 4        | 9      | Tristan Jankovics         | Canada                  | 1'53"81     | R    |
| 11   | 5        | 6      | Leonardo Coelho Santos    | Brasile                 | 1'54"51     |      |
| 12   | 5        | 5      | Aleksei Sudarev           | NAB                     | 1'54"88     |      |
| 13   | 5        | 8      | Gabor Zombori             | Ungheria                | 1'54"93     |      |
| 14   | 6        | 6      | Huang Zhiwei              | Cina                    | 1'55"00     |      |
| 15   | 6        | 0      | Dominik Török             | Ungheria                | 1'55"06     |      |
| 16   | 3        | 7      | Munzer Kabbara            | Libano                  | 1'55"31     |      |
| 17   | 5        | 2      | Vadym Naumenko            | Ucraina                 | 1'55"35     |      |
| 18   | 6        | 1      | Jakub Bursa               | Rep. Ceca               | 1'55"43     |      |
| 19   | 3        | 0      | Samuel Törnqvist          | Svezia                  | 1'55"53     |      |
| 20   | 6        | 2      | Robert Badea              | Romania                 | 1'55"67     |      |
| 21   | 4        | 1      | Apostolos Papastamos      | Grecia                  | 1'55"90     |      |
| 22   | 3        | 5      | Cedric Büssing            | Germania                | 1'56"11     |      |
| 23   | 4        | 6      | Ronny Brännkärr           | Finlandia               | 1'56"18     |      |
| 24   | 3        | 4      | Jaouad Syoud              | Algeria                 | 1'56"36     |      |
| 25   | 4        | 3      | He Yubo                   | Cina                    | 1'57"52     |      |
| 26   | 3        | 6      | Patrick Groters           | Aruba                   | 1'57"61     |      |
| 27   | 3        | 1      | Erick Gordillo            | Guatemala               | 1'58"03     |      |
| 28   | 5        | 7      | Kim Min-suk               | Corea del Sud           | 1'58"17     |      |
| 29   | 2        | 4      | Matheo Mateos             | Paraguay                | 1'58"18     |      |
| 30   | 6        | 8      | Jakub Poliačik            | Slovacchia              | 1'58"70     |      |
| 31   | 2        | 5      | Kristaps Miķelsons        | Lettonia                | 1'58"80     |      |
| 32   | 2        | 6      | Oliver Durand             | Namibia                 | 1'59"26     |      |
| 33   | 3        | 9      | Juraj Barčot              | Croazia                 | 1'59"47     |      |
| 34   | 5        | 1      | Samuel Lewis Brown        | Nuova Zelanda           | 1'59"55     |      |
| 35   | 6        | 9      | Kian Keylock              | Sudafrica               | 1'59"69     |      |
| 36   | 5        | 0      | Birnir Freyr Hálfdánarson | Islanda                 | 2'00"54     |      |
| 37   | 4        | 0      | Belhassen Ben Miled       | Tunisia                 | 2'00"75     |      |
| 38   | 3        | 8      | Jarod Arroyo              | Porto Rico              | 2'01"01     |      |
| 39   | 2        | 2      | Sam Williamson            | Bermuda                 | 2'01"07     |      |
| 40   | 2        | 3      | Ardi Azman                | Singapore               | 2'01"41     |      |
| 40   | 3        | 3      | Tan Khai Xin              | Malaysia                | 2'01"41     |      |
| 42   | 3        | 2      | Mohamed Mahmoud           | Qatar                   | 2'01"42     |      |
| 43   | 5        | 9      | Wang Hsing-hao            | Taipei cinese           | 2'01"59     |      |
| 44   | 1        | 3      | Matin Balsini             | Atleti Rifugiati        | 2'03"02     |      |
| 45   | 1        | 4      | Adam Chillingworth        | Hong Kong               | 2'03"45     |      |
| 46   | 2        | 8      | Adnan Al-Abdallat         | Giordania               | 2'07"05     |      |
| 47   | 2        | 7      | Kaeden Gleason            | Isole Vergini Americane | 2'07"96     |      |
| 48   | 2        | 1      | Israel Poppe              | Guam                    | 2'11"02     |      |
| 49   | 1        | 5      | Leo Nzimbi                | Rep. Centrafricana      | 2'26"52     |      |
| DNS  | 6        | 3      | Carles Coll               | Spagna                  | Non partito |      |
| DNS  | 6        | 4      | Noè Ponti                 | Svizzera                | Non partito |      |

### Finale
| Pos.    | Corsia | Atleta           | Nazionalità | Tempo   | Note |
| ------- | ------ | ---------------- | ----------- | ------- | ---- |
| Oro     | 4      | Shaine Casas     | Stati Uniti | 1'49"51 |      |
| Argento | 5      | Alberto Razzetti | Italia      | 1'50"88 |      |
| Bronzo  | 3      | Finlay Knox      | Canada      | 1'50"90 |      |
| 4       | 6      | Carson Foster    | Stati Uniti | 1'51"32 |      |
| 5       | 8      | David Schlicht   | Australia   | 1'52"81 |      |
| 6       | 7      | Il'ja Borodin    | NAB         | 1'52"87 |      |
| 7       | 1      | Berke Saka       | Turchia     | 1'53"29 |      |
| 8       | 2      | Daiya Seto       | Giappone    | 1'54"01 |      |